# Santa Leocadia
|  | Aquest article tracta sobre el temple de Toledo. Si cerqueu la santa cristiana, vegeu «Santa Leocàdia». |

Santa Leocadia és una església catòlica a la ciutat espanyola de Toledo. La tradició toledana sosté que l'immoble estaria edificat sobre el solar de la casa on va néixer la santa Leocàdia de Toledo, a la qual pertanyeria una petita habitació subterrània, on s'afirma que orava. Aquesta cova correspon a la cripta situada al costat del pilar dret del presbiteri, coberta amb volta de creueria en guix, que pot datar-se en la primera meitat del segle xvi. A la torre i en la façana de l'església es conserven, encastats, alguns fragments de relleus d'estil visigòtic.
La parròquia eclesiàstica apareix citada en documents des de mitjan segle xii, amb la denominació de «Santa Leocadia de dins de Toledo», per diferenciar-la d'una altra església, amb la mateixa advocació, «al costat de l'alcàsser», edificada en el lloc on la santa va estar a la presó, i de la basílica extramurs, «de fora», actual ermita del Cristo de la Vega, on va ser enterrada. Tant l'actual església com la torre responen, en les seves parts més antigues, al mudèjar toledà de finals del segle xiii, la qual cosa porta a pensar que va existir una altra construcció anterior, de la qual no han quedat restes. Únicament hi ha referències per pensar que la disposició primitiva era la d'un edifici aïllat, separat del convent de Santo Domingo el Antiguo per un carrer que fou suprimit, en temps d'Alfons el Savi, en ampliar aquest convent.

## Arquitectura
La part millor conservada de la construcció mudèjar és la torre, adossada a l'absis de l'evangeli; cosa que ve a confirmar que es va aixecar al mateix temps que l'església. Manté aquest aire de minaret musulmà, que caracteritza les torres toledanes: cos baix tancat, amb aparell de caixes de maçoneria entre filades de maó. Per a il·luminació de l'escala interior, s'obren estretes finestres, gairebé sageteres, on l'habitual arc lobulat acull un arquet mixtilini, en guix. Com a rematada, un fris d'arcs cecs lobulats, la clau dels quals és nua en un cercle que enllaça amb l'arrabà, forma derivada de la decoració taifa. Damunt, el cos de campanes, amb la coneguda doble obertura de ferradura apuntada, i el ràfec sobre maons en mènsula, transposició dels modillons de rotllo califals. L'estructura és la normal, de planta quadrada, amb pilastró central, entorn del que es desenvolupa l'escala.
Per contra l'església conserva escasses restes de l'època mudèjar. La planta consta de tres naus, amb tres absis en la capçalera, i manca de creuer sortint.
Dels absis només es conserva el mur exterior del corresponent a l'evangeli que, dins de la tradicional superposició d'arcs doblats, repeteix les mateixes combinacions de Santiago del Arrabal. Els altres dos absis han desaparegut a conseqüència de remodelacions posteriors.
En la restauració de 1966, en suprimir un pòrtic adossat a l'emmurallat sud, que servia d'entrada al temple, es van trobar restes de l'antiga portada, que seguien el model de la de Santiago del Arrabal.
Les reformes, que van acabar per desfigurar la primitiva església mudèjar, es van iniciar en 1569, amb la reconstrucció de l'absis de l'epístola, actual capella de la Verge de la Salut, segons traça de Nicolás de Vergara el Vell. La planta semicircular es va transformar en quadrada per a suport de la cúpula, d'acord amb el gust renaixentista.
En 1594, encara que mantenint, en aquest cas, el contorn exterior mudèjar, es remodela també l'absis de l'evangeli, que es converteix en capella privada, sota la advocació de Santa Agnès. El 1610 és possible que fos quan es construí en la capella la llanterna; doncs és contemporània de la reforma de les naus que llavors dirigiria Monegro, a qui pot atribuir-se la traça.
La reforma que Monegro anava a realitzar en el presbiteri implicava la desaparició de l'absis mudèjar, ja que consistia a aixecar una nova capella, d'ordre corinti, amb pilastres adossades de guix i volta de canó amb llunetes; i, encara que la volta de maó, es faria per sota de la que llavors existia, es destruiria el vell arc d'entrada a la capçalera, quedant la capella de fons pla, i no semicircular, amb l'antiga. En 1800 va sofrir una nova remodelació al gust neoclàssic.
La segona actuació de Monegro va afectar el cos de l'església, reparant-se la sostrada de fusta i substituint-se els vells pilars per columnes dòriques. Als anys immediats se li van incorporar motllures de guix i se li van modificar els arcs amb mig punt. Possiblement, l'obra es va completar amb una falsa volta, la qual es va col·locar per sota de l'armadura de fusta mudèjar, segons pot comprovar-se en l'alçat actual de l'edifici i confirmen les restes de fusta que, encara avui, es conserven ocults sota la teulada.